# 巴特本特海姆
巴特本特海姆（德語：Bad Bentheim，發音：[baːt ˈbɛnthaɪm] ⓘ）是德国下萨克森州本特海姆伯国县的城市，西临荷兰，面积99.99平方千米，2023年12月31日人口为16,321人。